# Harry Williams (labdarúgó, 1951)
Harry Williams (Sydney, 1951. május 7.  –) ausztrál válogatott labdarúgó.

## Pályafutása

### Klubcsapatokban
Sydneyben született. 1970 és 1977 között a St George Budapest együttesében játszott, 1978 és 1982 között a Canberra City játékosa volt, 1984 és 1986 között pedig az Inter Monaro csapatát erősítette.

### A válogatottban
1974 és 1977 között 16 alkalommal szerepelt az ausztrál válogatottban.  Részt vett az 1974-es világbajnokságon, ahol a Chile elleni csoportmérkőzésen csereként lépett pályára.